# وفاداری از نوع دیگر
وفاداری از نوع دیگر (به انگلیسی: A Different Loyalty) فیلمی محصول سال ۲۰۰۴ و به کارگردانی مارک کانیفسکا است. در این فیلم بازیگرانی همچون شارون استون، روپرت اورت، جولین وادهام، مایکل کاکرن، جیم پوداک، میمی کیزیک، امیلی ونکمپ و تامارا هوپ ایفای نقش کرده‌اند.